# زوزدیتسا (استان وارنا)
زوزدیتسا (به بلغاری: Zvezditsa) یک منطقهٔ مسکونی در بلغارستان است که در شهرستان وارنا واقع شده‌است.
 زوزدیتسا  ۱٬۱۵۳ نفر جمعیت دارد و ۱۵۰ متر بالاتر از سطح دریا واقع شده‌است.